# Richtbetrieb
Als Richtbetrieb verwendet man eine besondere Form des Energieaustausches zwischen zwei nicht synchronen Stromnetzen ohne Einsatz von HGÜ-Kurzkupplungen oder sonstigen speziellen Einrichtungen. Zur Durchführung des Richtbetriebs wird ein Teil des entsprechenden Stromnetzes wahlweise aus dem einen oder dem anderen Verbundsystem versorgt.
Der Vorteil des Richtbetriebs ist, dass mit ihm ohne größeren Aufwand grenznahe Gebiete aus beiden Verbundsystemen versorgt werden können, der Nachteil dieses Verfahrens besteht darin, dass in dem Teil des Stromnetzes, der dem Richtbetrieb unterworfen wird, sich möglichst keine Kraftwerke größerer Leistung befinden sollen, da diese die Netzregelung nach beiden Verfahren durchführen können müssen.
Der Richtbetrieb wurde bis zu Beginn der 1990er Jahre für den Energieaustausch zwischen Österreich und Ungarn verwendet, auch die erste 380-kV-Leitung für den innerdeutschen Energieaustausch wandte dieses Verfahren an.